# Цветозар Томов
Доц. д-р Цветозар Томов Томов e български социолог и университетски преподавател.

## Биография

### Образование
Цветозар Томов е роден на 21 май 1954 г. Завършва журналистика в Софийски университет „Св. Климент Охридски“.
Защитава докторантура по социология през 1984 г.

### Научна кариера
Ръководи катедра „Критическа и приложна социология“ в Пловдивски университет „Паисий Хилендарски“. От 2002 г. е управител на социологическа „Агенция Скала“.
През ноември 2011 г. Томов обявява публично, че напуска Пловдивски университет като реакция на присъденото преди това звание „доктор хонорис кауза“ на бившия футболист и селекционер на националния отбор Христо Стоичков, известен освен с футболните си успехи и със скандалното си вербално поведение. В откритото си писмо до ректора на университета Томов пише:
„Известно ми е, че присъждането на най-високото академично звание на хора, доказали се преди всичко с умението си да ритат топка, се превърна в традиция за този университет. [...] Случаят с г-н Стоичков обаче е връх на тази срамна традиция предвид факта, че става дума за впечатляващо неук и необразован човек“.
Според Томов случаят унижава не само ректора и членовете на академичния съвет на Пловдивски университет, които са пряко отговорни за това решение, но и всички преподаватели и студенти, и завършва с думите, че „колениченето на академичните среди пред силните на деня е публичен проблем“. Писмото среща бърза реакция сред потребителите на социалната мрежа Facebook, където е първоначално публикувано.

### Участие в политиката
През 2013 г. Цветозар Томов влиза в новосъздадения Граждански съвет на Реформаторския блок. Предложен от Блока и номиниран от парламентарната група на ГЕРБ, той е избран за член на ЦИК, а впоследствие и за негов говорител. През лятото на 2014 г. става съучредител на Института за дясна политика (ИДП).